# 卡爾霍恩縣 (南卡羅萊納州)
卡爾霍恩縣（英語：Calhoun County）是美国南卡罗来纳州中部的一個縣，面積1,016平方公里。根據2020年美國人口普查，共有人口14,119人。縣治聖馬修斯（St. Matthews）。該縣成立於1908年，縣名紀念曾任兩屆美国副总统的约翰·卡德威尔·卡尔霍恩。